# Ljubica Jelušič
Ljubica Jelušič (ur. 16 czerwca 1960 w Koprze) – słoweńska minister obrony w latach 2008–2012. Wykładowca na Uniwersytecie Lublańskim.

## Życiorys
Uczęszczała do szkoły podstawowej i gimnazjum w Sežanie. W 1985 roku ukończyła stosunki międzynarodowe i obronność na Wydziale Nauk Społecznych Uniwersytetu Lublańskiego. Studia magisterskie ukończyła w 1988 roku, a cztery lata później obroniła doktorat. W latach 1993–1994 odbyła staż w Królewskiej Akademii Wojskowej (École Militaire Royale) w Brukseli.
W wyborach parlamentarnych w 2011 roku startowała z listy Socjaldemokratów. 21 września 2008 została pierwszą kobietą na stanowisku ministra obrony Republiki Słowenii w rządzie Boruty Pahora. Była zwolenniczką przystąpienia Słowenii do NATO. Od 1985 roku pracuje na Wydziale Nauk Społecznych na Uniwersytecie Lublańskim. W 2005 roku została mianowana profesorem zwyczajnym. W latach 2006–2008 była sekretarzem wykonawczym Armed Forces and Conflict Resolution (Komitetu ds. sił zbrojnych i rozwiązywania konfliktów) w Międzynarodowym Stowarzyszeniu Socjologicznym (ISA).
W 1997 roku opublikowała książkę Legitimnost sodobnega vojaštva. Jest współautorką między innymi takich publikacji jak: Seksizem v vojaški uniformi (z Mojca Pešec) (2002) czy Slovenija v svetu mirovnih operacij (z Klemen Grošelj, Marjan Malešič) (2007).